# 확공기

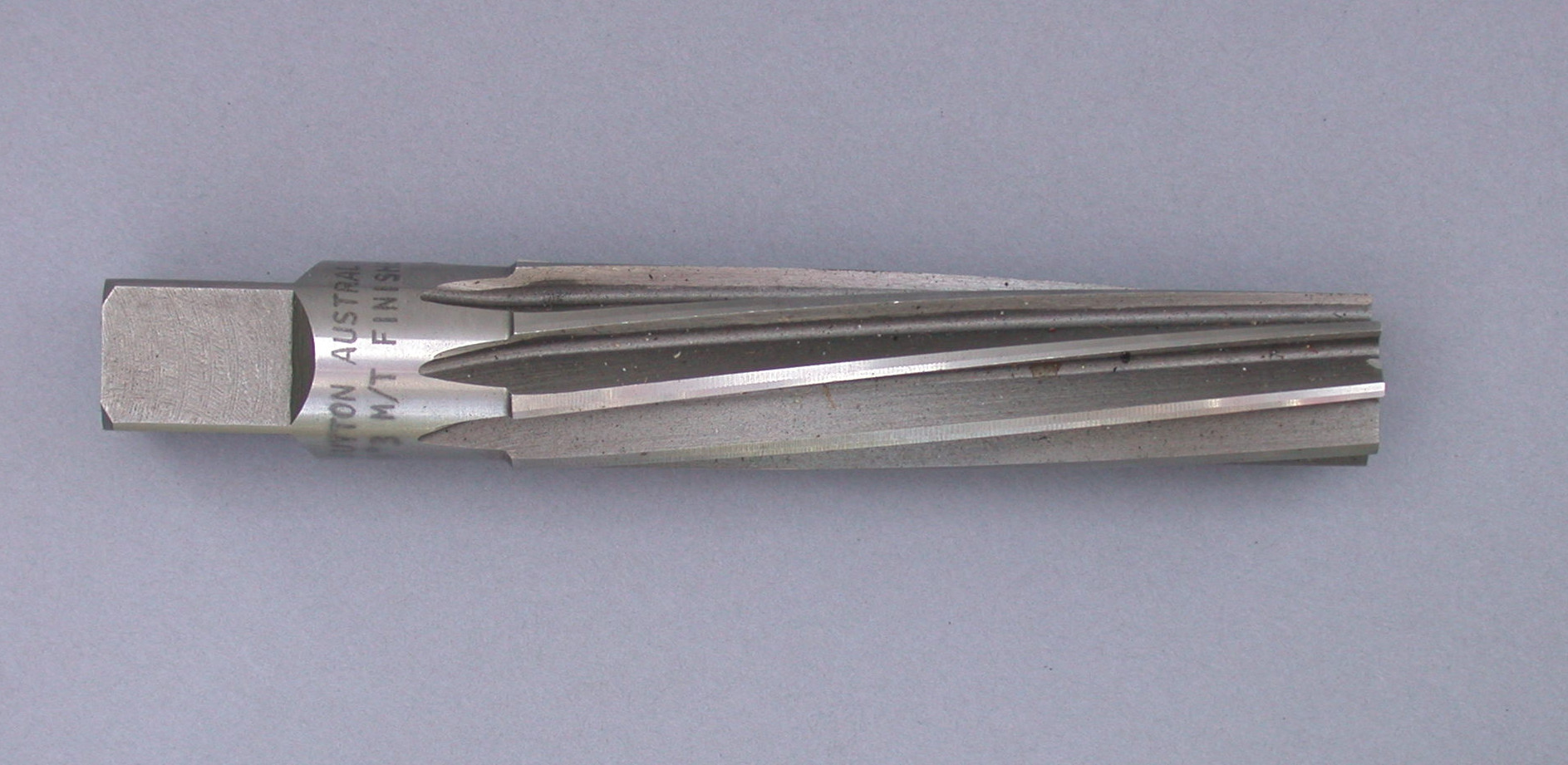

확공기 또는 리머(reamer)은 드릴로 뚫은 구멍을 다듬질하는 공구이다. 확공기는 금속 가공에 사용되는 회전식 절삭 공구의 일종이다. 정밀 확공기는 이전에 형성된 구멍의 크기를 소량으로 확대하지만 높은 정확도로 매끄러운 측면을 남기도록 설계되었다. 보다 기본적인 구멍 확장이나 버(burr) 제거에 사용되는 비정밀 확공기도 있다. 구멍을 넓히는 과정을 리밍(reaming)이라고 한다. 확공기에는 다양한 유형이 있으며 수공구로 사용하거나 밀링 머신이나 드릴 프레스와 같은 공작 기계에 사용하도록 설계될 수 있다.

## 리머 작업 시 주의사항
1. 리머의 절삭량은 구멍의 지름 10mm에 대하여 0.05mm가 적당하다.
2. 절삭유를 충분히 공급하여야 한다.
3. 리머의 진퇴는 항상 절삭 방향으로 회전하면서 한다.